# Hurst (Windeck)
Hurst ist ein Ortsteil der Gemeinde Windeck im Bergischen Land. Der Ort wird von der Landesstraße 333 durchzogen. Zu Hurst gehören neben dem Ortskern auch die Ortsteile Altenhof, Bach und Loch.

## Lage
Hurst liegt östlich von Rosbach und Eulenbruch, südlich von Loch (Windeck), westlich von Halscheid und nördlich von Bach (Windeck) in einer Höhe zwischen 260 m und 310 m ü. NHN.

## Infrastruktur
Hurst verfügte noch in den 1970er und 1980er Jahren über einige Geschäfte (Lebensmittel, Haushaltswaren und Bäckerei) und Gaststätten sowie bis Ende 2019 über die Gastwirtschaft „Hurster Hof“.

denkmalgeschützte Häuser in Hurst
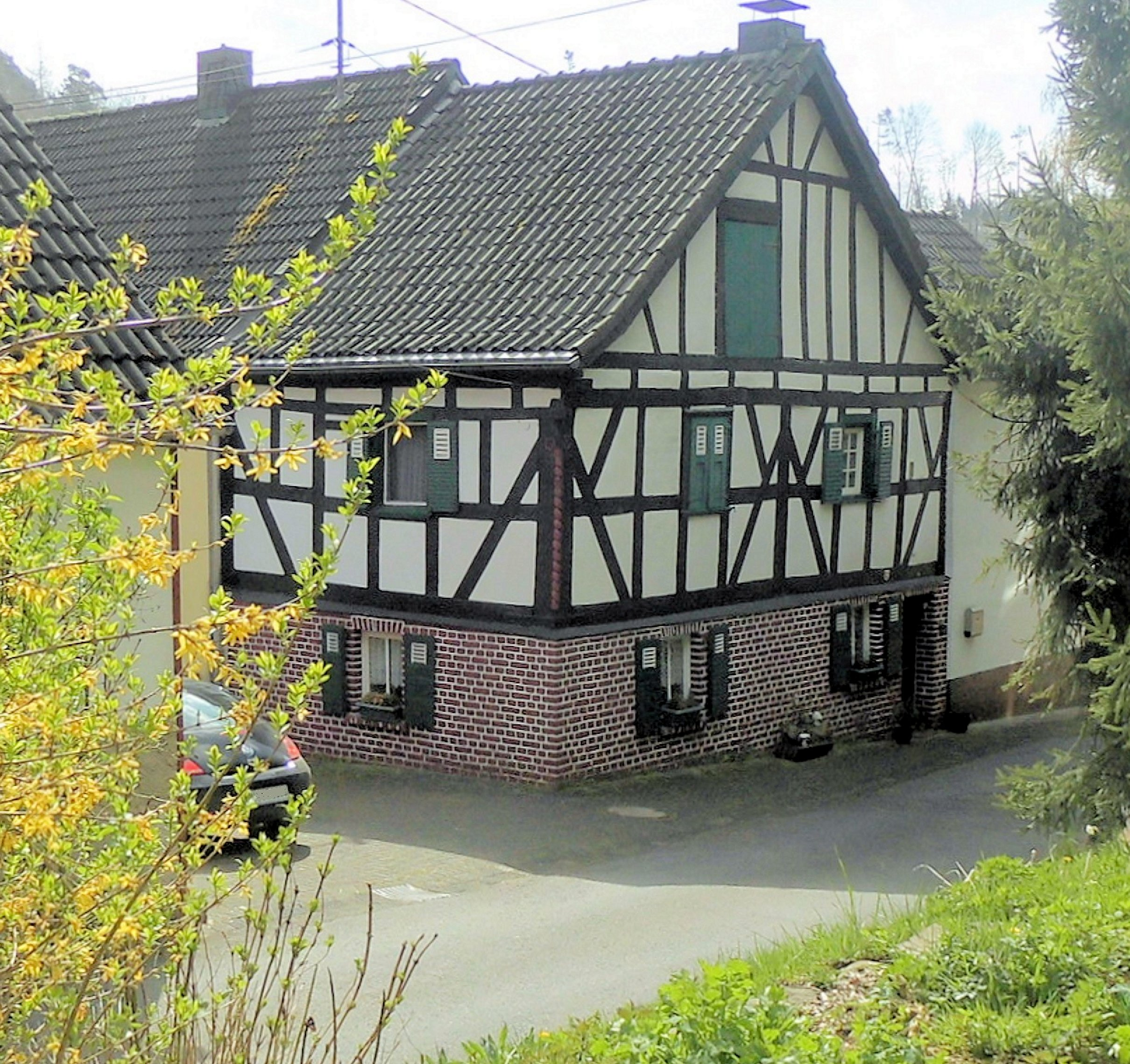
Bacher Straße 34
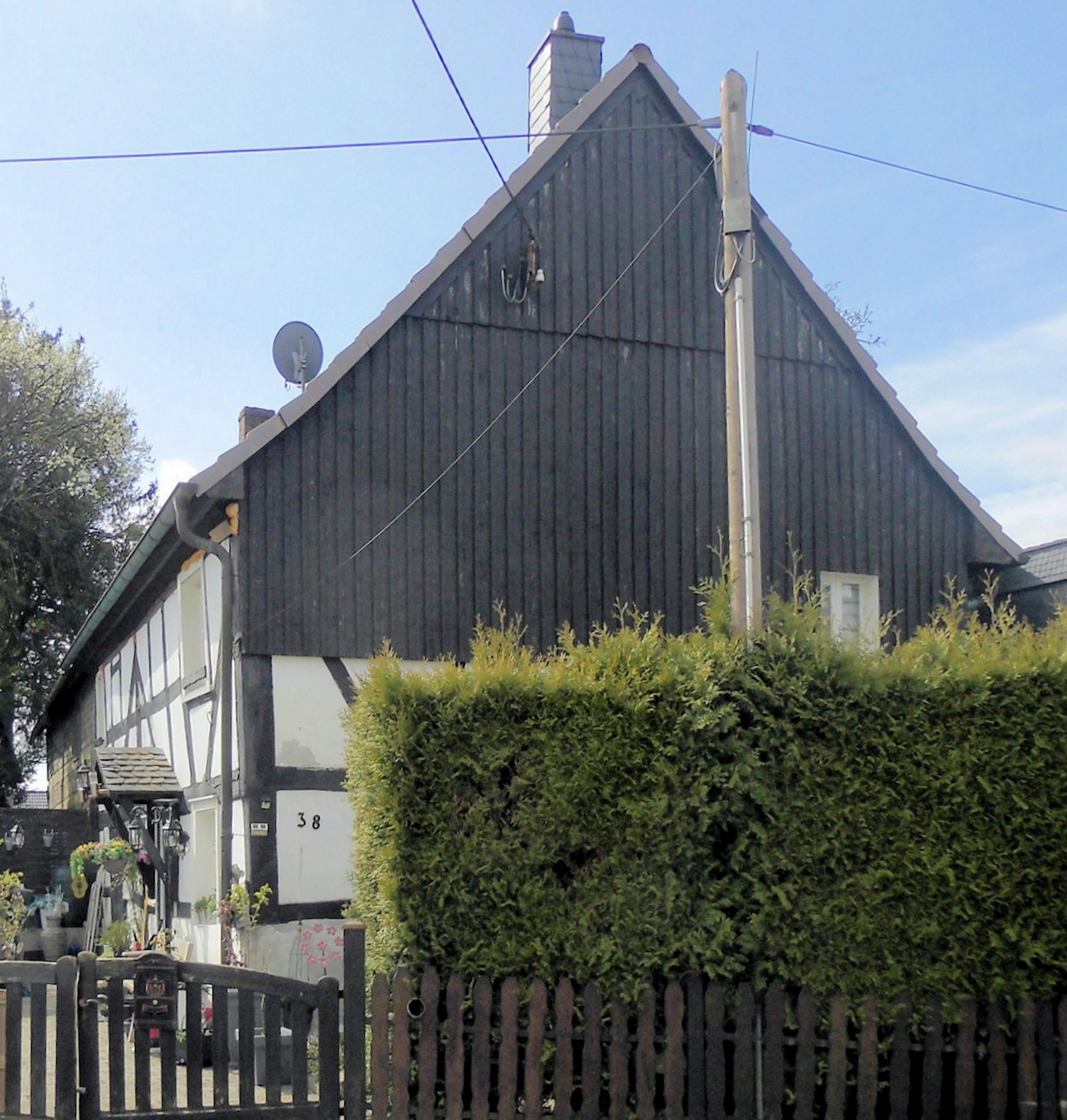
Hohe Straße 38